# Kulturna geografija
Kulturna geografija je dio antropogeografije koji proučava kulturne proizvode i norme, te njihove varijacije i relacije u prostoru i mjestu. Ona se fokusira na opisivanje i analiziranje načina po kojima jezik, religija, ekonomija, vlast i ostali kulturni fenomeni variraju ili ostaju konstantima s obzirom na mjesto, te objašnjava kako ljudi funkcioniraju u prostoru.

## Područja istraživanja
Područja istraživanja kulturne geografije su vrlo široka. Među mnogim primjenjivim temama unutar područja istraživanja nalaze se:
- Globalizacija koja je teoretizirana kao objašnjenje za kulturnu konvergenciju.[2]
- Vesternizacija ili drugi slični procesi poput amerikanizacije, islamizacije i drugih.[3]
- Teorije kulturne hegemonije ili kulturne asimilacije putem kulturnog imperijalizma.
- Diferencijacija kulturnog područja kao proučavanje različitosti u načinu života koji obuhvaća ideje, stavove, jezike, prakse, institucije i strukture vlasti i čitav opseg kulturnih praksi u geografskim područjima.[4]
- Istraživanje kulturnih krajobraza.[5][6]
- Ostale teme uključuju duh mjesta, kolonijalizam, postkolonijalizam, internacionalizam, imigraciju, emigraciju i eko turizam.

## Povijest
Iako se prvi tragovi proučavanja različitih naroda i kultura na Zemlji mogu pronaći kod antičkih geografa poput Ptolomeja ili Strabona, kulturna se geografija kao akademska disciplina prvi put pojavila kao alternativa okolinskim determinističkim teorijama ranog dvadesetog stoljeća koje su tvrdile kako su ljudi i društva kontrolirani okolinom u kojoj se razvijaju. Umjesto da proučava predeterminirane regije temeljene na okolinskim klasifikacijama, kulturna geografija više se zanima za kulturne krajobraze. Takav pristup prvi je pokrenuo Carl O. Sauer (nazvan ocem kulturne geografije) na Sveučilištu u Berkeleyu, Kalifornija. Posljedično tome kulturna se geografija dugo nalazila pod dominacijom američkih autora. 
Sauer je definirao krajobraz kao definirajuću jedinicu geografskog proučavanja. On je uvidio kako se kulture i društva razvijaju iz svojega krajobraza, ali ga također i oblikuju. Ova interakcija između 'prirodnog' krajobraza i ljudi stvara 'kulturni krajobraz'. Sauerov rad bio je vrlo kvalitativan i deskriptivan, a 1930-ih je zamijenjen regionalnom geografijom Richarda Hartshornea nakon kvantitativne revolucije. Kulturna geografija općenito je bila gurnuta postrance iako su neki autori poput Davida Lowenthala nastavili raditi na konceptu krajobraza.
Tijekom 1970-ih kritika pozitivizma u geografiji natjerala je geografe da svoje ideje potraže izvan kvantitativne geografije. Jedno od tih ponovo obnovljenih područja bila je i kulturna geografija.

## Nova kulturna geografija
Od 1980-ih počela se uzdizati "nova kulturna geografija" koja je bila zacrtana na raznolikom skupu teoretskih tradicija uključujući marksističke političko-ekonomske modele, feminističku teoriju, postkolonijalnu teoriju, poststrukturalizam i psihoanalizu.
Posebice iscrtana prema teorijama Michela Foucaulta i performativnosti, u zapadnoj akademskoj zajednici i više raznolikim utjecajima postkolonijalne teorije, postojao je uređen napor za dekonstrukcijom kulturne geografije radi jasnijim prikazivanjem različitih odnosa snaga. Posebno područje zanimanja je politika identiteta i konstrukcija identiteta.
Primjeri područja istraživanja jesu sljedeći:
- Feministička geografija
- Dječja geografija
- Neki dijelovi turističke geografije
- Bihevioralna geografija
- Seksualnost i prostor
- Neka nedavna postignuća u političkoj geografiji

Neki znanstvenici u 'novoj kulturnoj geografiji' svoju su pozornost usmjerili na kritiku nekih njenih ideja, govoreći kako su njezini pogledi na identitet i prostor statični. Ove kritike uslijedile su nakon što su drugi 'poststrukturalistički' teoretičari poput Michela de Certeaua i Gillesa Deleuzea kritizirali Foucaulta. U tom području dominiraju nereprezentacionalna geografija i istraživanje pokretljivosti stanovništva. Ostali su pokušali inkorporirati ove kritike natrag u novu kulturnu geografiju.

## Poveznice
- Kulturna regija
- Determinizam okoline
- Posibilizam (geografija)